# Parlamentswahl im Sudan 2010
Die Parlamentswahl im Sudan 2010 wurde gemeinsam mit der Präsidentschaftswahl, den Wahlen für die Gouverneure und Parlamente der Bundesstaaten des Sudan sowie mit der Parlaments- und Präsidentschaftswahl im Südsudan vom 11. bis 15. April durchgeführt, nachdem sie mehrfach verschoben worden war. Insgesamt waren 444 Sitze in der Nationalversammlung des Gesamtstaates Sudan zu vergeben, davon 348 Sitze für den Norden und 96 im Südsudan. Laut offiziellem Ergebnis endeten sie mit einer Zwei-Drittel-Mehrheit der abgegebenen Stimmen für die den Gesamtstaat Sudan regierende Nationale Kongresspartei und gut 20 % für die Sudanesische Volksbefreiungsbewegung, die regierende Partei des autonomen Südsudan.
Die Oppositionsparteien und die SPLM warfen der Nationalen Kongresspartei im Norden bereits im Vorfeld massiven Wahlbetrug vor. Die Menschenrechtsorganisation Human Rights Watch beklagte die Unterdrückung der Medien und Einschüchterung. Die Vorwürfe der Opposition und der SPLM bezogen sich auch auf die Wählerlisten. Dennoch gelten die Wahlen als Abschluss der Übergangsperiode, in der sich das Land seit Beendigung des Sezessionskrieges im Südsudan 2005 de facto geteilte Land befindet. Als Teil des 2005 geschlossenen Friedensabkommens (des sogenannten Naivasha-Abkommens) bilden sie zudem eine Voraussetzung für die Durchführung und gegenseitige Anerkennung des Unabhängigkeitsreferendums im Südsudan 2011.

## Offizielles Ergebnis
- NCP: 323
- OG Nord: 20
- SPLM: 99
- OG Süd: 2

| Partei                                      | Anteil | Sitze |
| ------------------------------------------- | ------ | ----- |
| Nationale Kongresspartei (NCP)              | 72,7 % | 323   |
| Sudanesische Volksbefreiungsbewegung (SPLM) | 22,3 % | 99    |
| Oppositionelle Gruppen im Norden (OG Nord)  | 4,2 %  | 20    |
| Oppositionelle Gruppen im Süden (OG Süd)    | 0,7 %  | 2     |
| Gesamt                                      | 100 %  | 444   |

Das Wählerverhalten war scharf nach Nord und Süd und damit moslemisch / christlich getrennt: Die Nationale Kongresspartei holte 322 ihrer 323 Sitze im Norden und nur einen Sitz im Südsudan, die SPLM dagegen 93 Sitze im Süden und 6 Sitze im erheblich bevölkerungsreicheren Norden. In der Konfliktregion Darfur war die SPLM nicht angetreten, da die Region weiterhin Kriegsgebiet ist und ein Ausnahmezustand gilt. Die Nationale Kongresspartei errang hier daraufhin offiziell 87 % der Stimmen, in West-Darfur sogar 100 %.
Im Norden errangen die drei kleineren Parteien noch jeweils mehr als 2 Sitze: die Democratic Unionist Party errang 4 Sitze, ebenso die UF und die Popular Congress Party 3 Sitze.
Im Süden errang die SPLM-DC als einzige Partei außer der SPLM und der Kongresspartei zwei Sitze.
Weiteres Konfliktpotential schufen die Gouverneurswahlen im Unity State 2010, die zur gleichen Zeit abgehalten wurden.

## Konflikt im Vorfeld: Die Wählerlisten
Die Wahlen sollten ursprünglich bereits 2009 durchgeführt werden und sind mehrfach verschoben worden. Eine große Hürde für die Durchführung der Wahlen war die Einigung auf eine Wählerliste, die eine Volkszählung zur Voraussetzung hatte. Ursprünglich für Mitte 2007 geplant, wurde die Zählung mehrfach verschoben und schließlich im April 2008 durchgeführt. Umstritten war hierbei insbesondere die Einwohnerzahl des autonomen Südsudans, die schließlich mit etwa 8 Millionen Menschen bei einer Gesamtbevölkerung von 38 Millionen angegeben wurde. Nachdem erste Ergebnisse angeblich nur 3 Millionen gezählt hatten, hatte die Vertretung des Südsudans mit Wahlboykott gedroht, sollte ihre Bevölkerung mit weniger als 11 – 13 Millionen Menschen angesetzt werden. Ein Hintergrund der unterschiedlichen Zahlen war die Zählung der großen Anzahl von Binnenflüchtlingen innerhalb des Sudans.